# Lacipa ephala
Lacipa ephala är en fjärilsart som beskrevs av Collenette 1952. Lacipa ephala ingår i släktet Lacipa och familjen tofsspinnare. Inga underarter finns listade i Catalogue of Life.